# ستيف وليامز (دراج)
ستيف وليامز (بالإنجليزية: Steve Williams)‏ هو دراج أسترالي، ولد في 8 مايو 1973.

## وصلات خارجية
- ستيف وليامز على موقع أرشيف الدراجات (الإنجليزية)
- ستيف وليامز على موقع إحصائيات الدراجات الإحترافية (الإنجليزية)